# Catherine Hardwicke

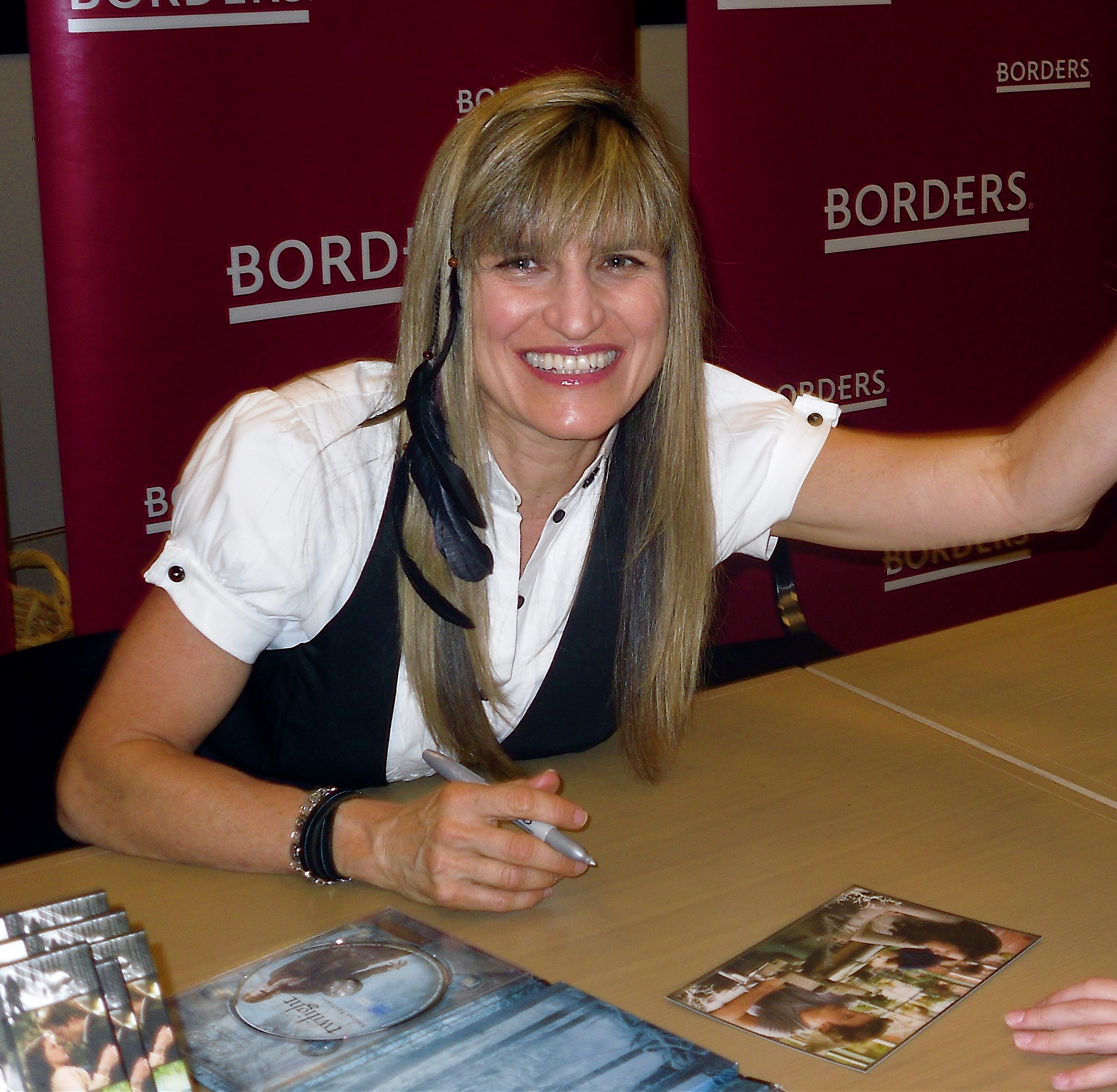
Catherine Hardwicke, im März 2009

Helen Catherine Hardwicke (* 21. Oktober 1955 in McAllen, Texas) ist eine US-amerikanische Szenenbildnerin, Filmregisseurin und Drehbuchautorin.

## Biografie
Über Hardwickes Geburtsort gibt es zwei Angaben. Einige Quellen nennen Cameron (Texas), jedoch bezieht sich der Großteil der Angaben zu McAllen auf das Grenzgebiet zu Mexiko im Süden von Texas. Die Tochter von John Benjamin Hardwicke und Jamee Elberta Bennett studierte Kunst in Mexiko und machte ihren Abschluss in Architektur an der University of Texas at Austin. Zu ihren größten je realisierten Projekten zählt ein 20 Hektar großer, durch Solartechnik betriebener Stadthauskomplex.
In den 1980er Jahren beschloss sie, im Filmbusiness Fuß zu fassen und besuchte die University of California, Los Angeles. Ab 1986 arbeitete sie als Szenenbildnerin, zunächst bei Independentfilmen und später bei bekannteren Projekten wie Three Kings (1999) und Vanilla Sky aus dem Jahr 2001. 2003 debütierte Hardwicke mit dem Filmdrama Dreizehn als Regisseurin, für das sie auch, zusammen mit Nikki Reed, das Drehbuch schrieb.
Ihr viertes Projekt als Regisseurin, die Literaturverfilmung Twilight – Biss zum Morgengrauen, die im November 2008 in den Vereinigten Staaten in die Kinos kam, war ein internationaler kommerzieller Erfolg.
2011 inszenierte sie den Fantasy-Thriller Red Riding Hood und 2013 den Pilotfilm der Fernsehserie Reckless. Im selben Jahr erhielt sie für den Film Plush, ein Erotikdrama mit Emily Browning in der Hauptrolle, in dem sie als Regisseurin, Co-Autorin und Produzentin fungierte, überwiegend negative Kritiken.

## Filmografie (Auswahl)
als Regisseurin:
- 2003: Dreizehn (Thirteen)
- 2005: Dogtown Boys (Lords of Dogtown)
- 2006: Es begab sich aber zu der Zeit … (The Nativity Story)
- 2008: Twilight – Biss zum Morgengrauen (Twilight)
- 2011: Red Riding Hood – Unter dem Wolfsmond (Red Riding Hood)
- 2013: Reckless (Fernsehserie, Pilotfilm)
- 2013: Plush
- 2015: Im Himmel trägt man hohe Schuhe (Miss You Already)
- 2016: Eyewitness (Fernsehserie, 2 Episoden)
- 2019: Miss Bala
- 2022: Guillermo del Toro’s Cabinet of Curiosities (Fernsehserie, Episode 1x06)
- 2023: Mafia Mamma

## Auszeichnungen
Catherine Hardwicke wurde für ihren Film Dreizehn auf zahlreichen Filmfestivals ausgezeichnet, darunter dem Sundance Film Festival, dem Nantucket Film Festival und dem Internationalen Filmfestival von Locarno.